# 북면 (울릉군)
북면(北面)은 대한민국 경상북도 울릉군의 면이다. 넓이는 24.34 km2이고, 인구는 2017년 말 주민등록 기준으로 1,465 명이다.

## 행정 구역
- 천부리
- 추산리
- 나리
- 현포리

## 문화재
- 울릉 나리동 투막집
- 울릉 현포동 고분군

## 천연기념물
- 성인봉의 원시림
- 울릉국화 섬백리향 군락